# ベント・ソルモ
ベント・ランガースヴ・ソルモ（Bent Langåssve Sørmo, 1996年9月22日 - ）は、ノルウェー・ヌール・トロンデラーグ県レヴァンゲル出身のサッカー選手。ストレームスゴトセトIF所属。ポジションはMF。

## クラブ経歴
地元のレヴァンゲルFKでプロデビューし、2014年にローゼンボリBKと契約するも、ローン移籍の形で古巣に復帰し、以降2017年シーズンまでアデコリーガエン (2部リーグ)でのプレーが続いた。
2017年12月15日、クリスチャンスンBKと3年契約を締結。加入後先発に定着し、チームの中心選手として活躍し、エリテセリエン上位進出に貢献した。
2021年6月11日、SVズルテ・ワレヘムと3年契約を締結した。

## 代表経歴
2013年から2年間、ユース世代のノルウェー代表でプレーした。